# رد کشتی رد ویچ
رَدِ کشتی رِد ویچ (انگلیسی: Wake of the Red Witch) یک فیلم ماجراجویی آمریکایی محصول ۱۹۴۸ به کارگردانی ادوارد لودویگ، تهیه‌کنندگی ادموند گرینگر و با بازی جان وین، گیل راسل، گیگ یانگ، ادل مارا و لوتر آدلر است. این بر اساس رُمانی به همین نام در سال ۱۹۴۶ نوشته گارلند روارک است. این فیلم یکی از معدود فیلم‌های سطح A است که توسط «ریپابلیک پیکچرز» تولید شده‌است، زیرا بودجه تولید نسبتاً بالایی داشت.